# Sphenella deletrix
Sphenella deletrix är en tvåvingeart som beskrevs av Munro 1957. Sphenella deletrix ingår i släktet Sphenella och familjen borrflugor. Inga underarter finns listade i Catalogue of Life.